# إدوارد روبنز
إدوارد روبنز (بالإنجليزية: Edward Robbins)‏ هو قاضي ومحامي وسياسي أمريكي، ولد في 9 فبراير 1758 بميلتون في الولايات المتحدة، وتوفي في 17 ديسمبر 1837. حزبياً، نشط في الحزب الجمهوري الديمقراطي. وقد انتخب عضو مجلس نواب ماساتشوستس وانتخب نائب حاكم ماساتشوستس ‏.